# كلوز بايل
كلوز بايل هو سياسي دنماركي، ولد في 1490، وتوفي في 4 يناير 1558.